# Пуерто Ваярта
Пуерто Ваярта (на испански: Puerto Vallarta) е курортен град в щата Халиско, Мексико. Пуерто Ваярта е с население от 203 342 жители (по данни от 2010 г.) и е разположен на 7 m н.в. Основан е през 1851 г. Кръстен е на Игнасио Ваярта, бивш губернатор на щата Халиско.